# Doomsday Machine
Dommsday Machine to szósty album szwedzkiej grupy deathmetalowej Arch Enemy. Jest to trzeci album, na którym zaśpiewała Angela Gossow. Podczas nagrywania tego albumu Andy Sneap po raz pierwszy wystąpił w roli miksera, nie zaś producenta.
Album osiągnął 87. miejsce na Billboard 200 w USA. Do 2011 roku album znalazł 108 tys. nabywców w Stanach Zjednoczonych.

## Lista utworów
Opracowano na podstawie materiału źródłowego.
| Nr  | Tytuł utworu                  | Słowa                        | Muzyka                                              | Długość |
| --- | ----------------------------- | ---------------------------- | --------------------------------------------------- | ------- |
| 1.  | „Enter the Machine”           | utwór instrumentalny         | Michael Amott, Daniel Erlandsson, Christopher Amott | 2:02    |
| 2.  | „Taking Back My Soul”         | Angela Gossow, Michael Amott | Michael Amott, Daniel Erlandsson, Christopher Amott | 4:34    |
| 3.  | „Nemesis”                     | Angela Gossow                | Michael Amott, Daniel Erlandsson, Christopher Amott | 4:11    |
| 4.  | „My Apocalypse”               | Angela Gossow                | Michael Amott, Daniel Erlandsson, Christopher Amott | 5:25    |
| 5.  | „Carry the Cross”             | Angela Gossow                | Michael Amott, Daniel Erlandsson, Christopher Amott | 4:11    |
| 6.  | „I Am Legend / Out for Blood” | Angela Gossow                | Michael Amott, Daniel Erlandsson, Christopher Amott | 4:58    |
| 7.  | „Skeleton Dance”              | Angela Gossow                | Michael Amott, Daniel Erlandsson, Christopher Amott | 4:33    |
| 8.  | „Hybrids of Steel”            | utwór instrumentalny         | Michael Amott, Daniel Erlandsson, Christopher Amott | 3:48    |
| 9.  | „Mechanic God Creation”       | Angela Gossow, Michael Amott | Michael Amott, Daniel Erlandsson, Christopher Amott | 5:59    |
| 10. | „Machtkampf”                  | Michael Amott                | Michael Amott, Daniel Erlandsson, Christopher Amott | 4:15    |
| 11. | „Slaves of Yesterday”         | Angela Gossow                | Michael Amott, Daniel Erlandsson, Christopher Amott | 5:00    |
|     |                               |                              |                                                     | 48:56   |

| Edycja japońska i koreańska | Edycja japońska i koreańska                 | Edycja japońska i koreańska  | Edycja japońska i koreańska                         | Edycja japońska i koreańska |
| Nr                          | Tytuł utworu                                | Słowa                        | Muzyka                                              | Długość                     |
| --------------------------- | ------------------------------------------- | ---------------------------- | --------------------------------------------------- | --------------------------- |
| 1.                          | „Enter the Machine”                         | utwór instrumentalny         | Michael Amott, Daniel Erlandsson, Christopher Amott | 2:02                        |
| 2.                          | „Taking Back My Soul”                       | Angela Gossow, Michael Amott | Michael Amott, Daniel Erlandsson, Christopher Amott | 4:34                        |
| 3.                          | „Nemesis”                                   | Angela Gossow                | Michael Amott, Daniel Erlandsson, Christopher Amott | 4:11                        |
| 4.                          | „My Apocalypse”                             | Angela Gossow                | Michael Amott, Daniel Erlandsson, Christopher Amott | 5:25                        |
| 5.                          | „Carry the Cross”                           | Angela Gossow                | Michael Amott, Daniel Erlandsson, Christopher Amott | 4:11                        |
| 6.                          | „I Am Legend / Out for Blood”               | Angela Gossow                | Michael Amott, Daniel Erlandsson, Christopher Amott | 4:58                        |
| 7.                          | „Skeleton Dance”                            | Angela Gossow                | Michael Amott, Daniel Erlandsson, Christopher Amott | 4:33                        |
| 8.                          | „Hybrids of Steel”                          | utwór instrumentalny         | Michael Amott, Daniel Erlandsson, Christopher Amott | 3:48                        |
| 9.                          | „Mechanic God Creation”                     | Angela Gossow, Michael Amott | Michael Amott, Daniel Erlandsson, Christopher Amott | 5:59                        |
| 10.                         | „Machtkampf”                                | Michael Amott                | Michael Amott, Daniel Erlandsson, Christopher Amott | 4:15                        |
| 11.                         | „Slaves of Yesterday”                       | Angela Gossow                | Michael Amott, Daniel Erlandsson, Christopher Amott | 5:00                        |
| 12.                         | „Heart of Darkness” (live in Paris in 2004) | Michael Amott                | Michael Amott, Christopher Amott                    | 4:51                        |
| 13.                         | „Bridge of Destiny” (live in Paris in 2004) | Michael Amott                | Michael Amott, Christopher Amott                    | 8:04                        |
|                             |                                             |                              |                                                     | 1:01:51                     |

| Bonus DVD | Bonus DVD                                                                            | Bonus DVD |
| Nr        | Tytuł utworu                                                                         | Długość   |
| --------- | ------------------------------------------------------------------------------------ | --------- |
| 1.        | „Nemesis” (music video)                                                              | 4:26      |
| 2.        | „Intro” (live at the Forum, London, UK on December 17, 2004)                         | 1:08      |
| 3.        | „Dead Eyes See No Future” (live at the Forum, London, UK on December 17, 2004)       | 4:40      |
| 4.        | „Ravenous” (live at the Forum, London, UK on December 17, 2004)                      | 4:18      |
| 5.        | „Nemesis” (from France Tv - Burying The Trend: Mme Krapabelle A Frappe Bart Simpson) | 4:26      |
|           |                                                                                      | 18:58     |

## Twórcy
Opracowano na podstawie materiału źródłowego.
| Zespół Arch Enemy w składzie - Angela Gossow - wokal prowadzący - Daniel Erlandsson - perkusja, instrumenty perkusyjne - Sharlee D’Angelo - gitara basowa - Christopher Amott - gitara rytmiczna, gitara prowadząca - Michael Amott - gitara rytmiczna, gitara prowadząca, oprawa graficzna | Dodatkowi muzycy - Ola Strömberg - instrumenty klawiszowe, inżynieria dźwięku - Apollo Papathanasio - wokal wspierający - Gus G. - gitara prowadząca | Inni - Joachim Luetke - okładka, oprawa graficzna - Rickard Bengtsson - produkcja muzyczna - Paul Harries - zdjęcia - Andy Sneap - mastering, miksowanie |

## Pozycje na listach
| Lista             | Kraj              | Pozycja |
| ----------------- | ----------------- | ------- |
| Billboard 200     | Stany Zjednoczone | 87      |
| Sverigetopplistan | Szwecja           | 23      |
| Ö3 Austria Top 40 | Austria           | 74      |
| Oricon            | Japonia           | 28      |